# Communauté de communes du Ban d'Étival
La communauté de communes du Ban d'Étival est une ancienne communauté de communes française, qui était située dans le département des Vosges en région Lorraine.

## Histoire
Le 1er janvier 2014, elle fusionne avec les communautés de communes du Pays de Senones et de la Vallée du Hure pour former la Communauté de communes du Pays des Abbayes.
La commune de Nompatelize ne rejoint pas la nouvelle structure intercommunale et intègre la Communauté de communes des Hauts Champs.

## Composition
Elle était composée de trois communes :
- Étival-Clairefontaine (siège) ;
- Nompatelize ;
- Saint-Remy.

## Administration
| Période                                  | Période | Identité       | Étiquette | Qualité                                   |
| ---------------------------------------- | ------- | -------------- | --------- | ----------------------------------------- |
| Les données manquantes sont à compléter. |         |                |           |                                           |
|                                          |         | Daniel Mathieu | DVD       | Maire d'Étival-Clairefontaine (1989-2008) |